# Q-Ko-Chan: The Earth Invader Girl
Q-Ko-Chan: The Earth Invader Girl (ＱコちゃんＴＨＥ地球侵略少女 Q-Ko-Chan: The Chikyū Shinryaku Shōjo?) är en manga på två tankōbon skapad av manga konstnären Hajime Ueda, som även illustrerat manga adaptionen av Gainax OVA serie FLCL. Den två volymer långa serien har släppts i USA av Del Rey Manga.